# مسجد حاجی سلطان علی
مسجد حاجی سلطان علی (ترکی آذربایجانی: Hacı Sultanəli məscidi) یک مسجد در یاسامال رایون شهر باکو پایتخت جمهوری آذربایجان است.

## تاریخ
مسجد حاجی سلطان علی در اوایل سده بیستم میلادی ساخته شد. معمار مسجد زیوربیگ احمدبیگف است. این مسجد به ابتکار شخصی ثروتمند به نام حاجی سلطان علی از سال ۱۹۰۴ تا ۱۹۱۰ ساخته شد. این مسجد در شهر باکو، نرسیده به ایستگاه مترو نظامی واقع شده است. قبر یک سرباز ترک نیز در محوطه این مسجد کشف شد.
مسجد دارای دو طبقه است. طبقه بالا برای خانم‌ها و طبقه اول برای آقایان است. پلان مربع شکل عمارت را به تصویر می‌کشد. مسجد دارای گنبد و مناره است البته در ابتدا بدون مناره ساخته شد. این بنا دارای ویژگی‌های معماری اروپایی، شرقی و محلی است.
در آوریل ۲۰۰۰ میلادی، کار بازسازی و مرمت این مسجد آغاز شد و در اکتبر ۲۰۰۱ به پایان رسید و مسجد به بهره برداری رسید.

## نگارخانه

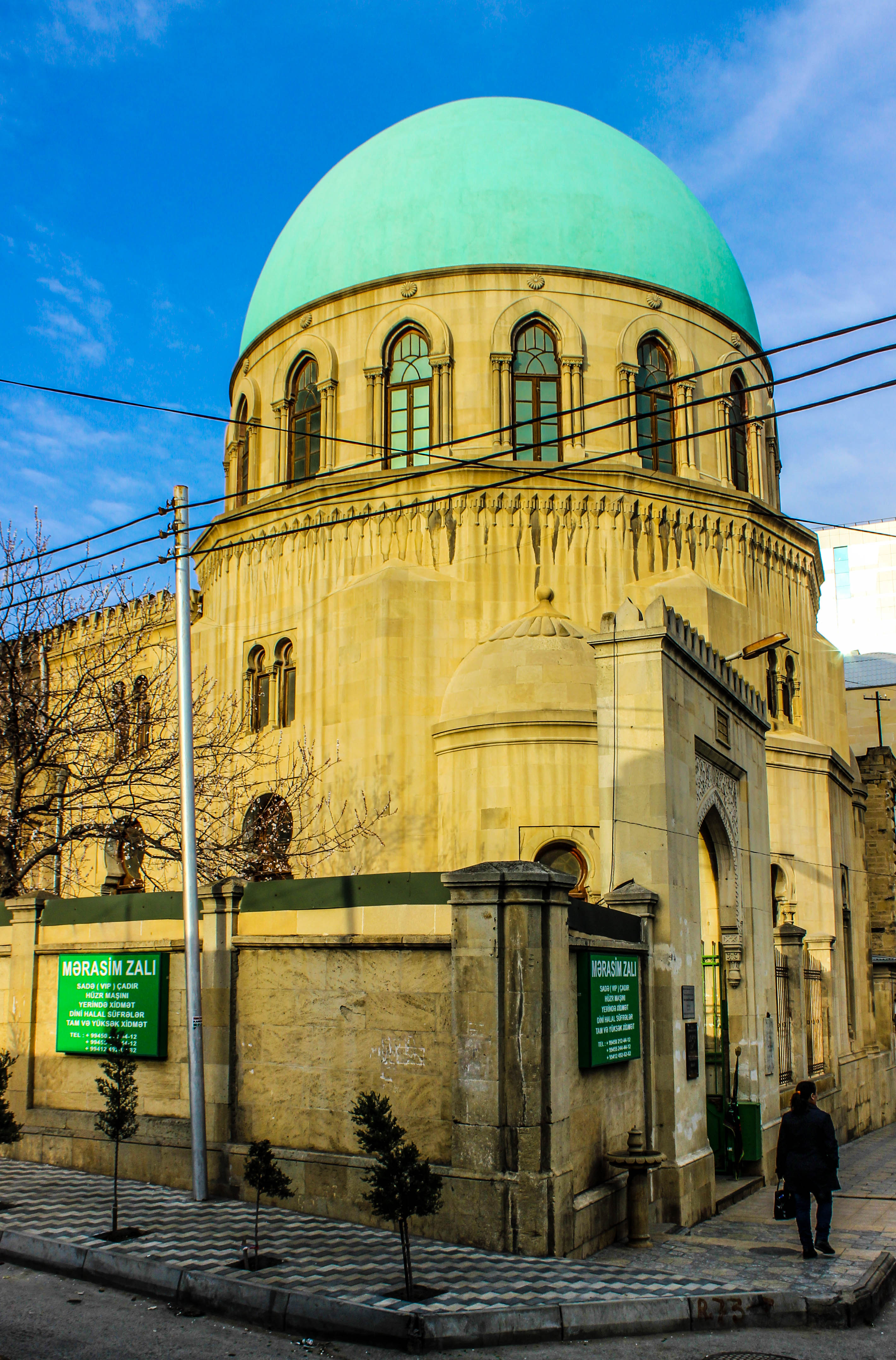
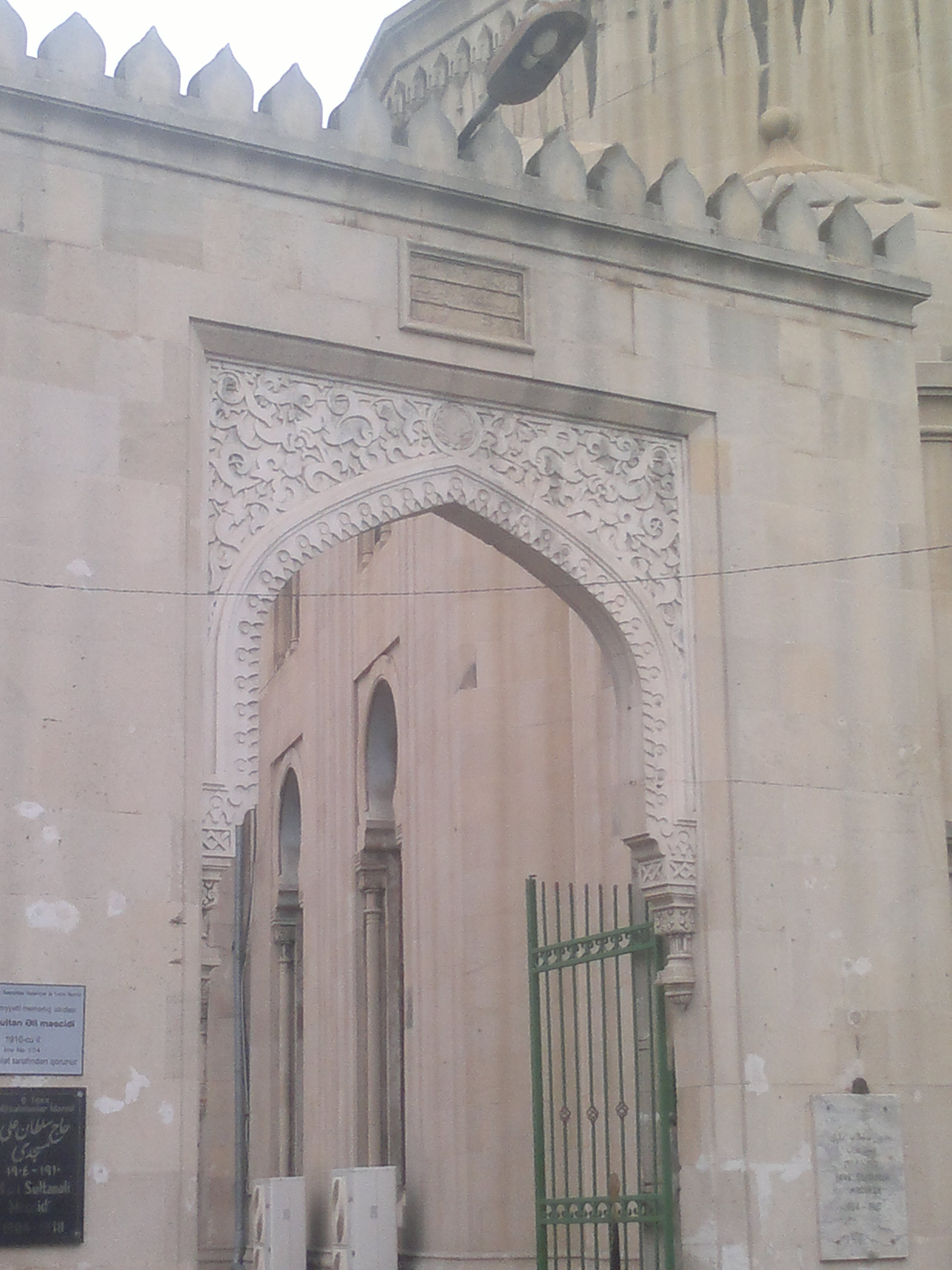
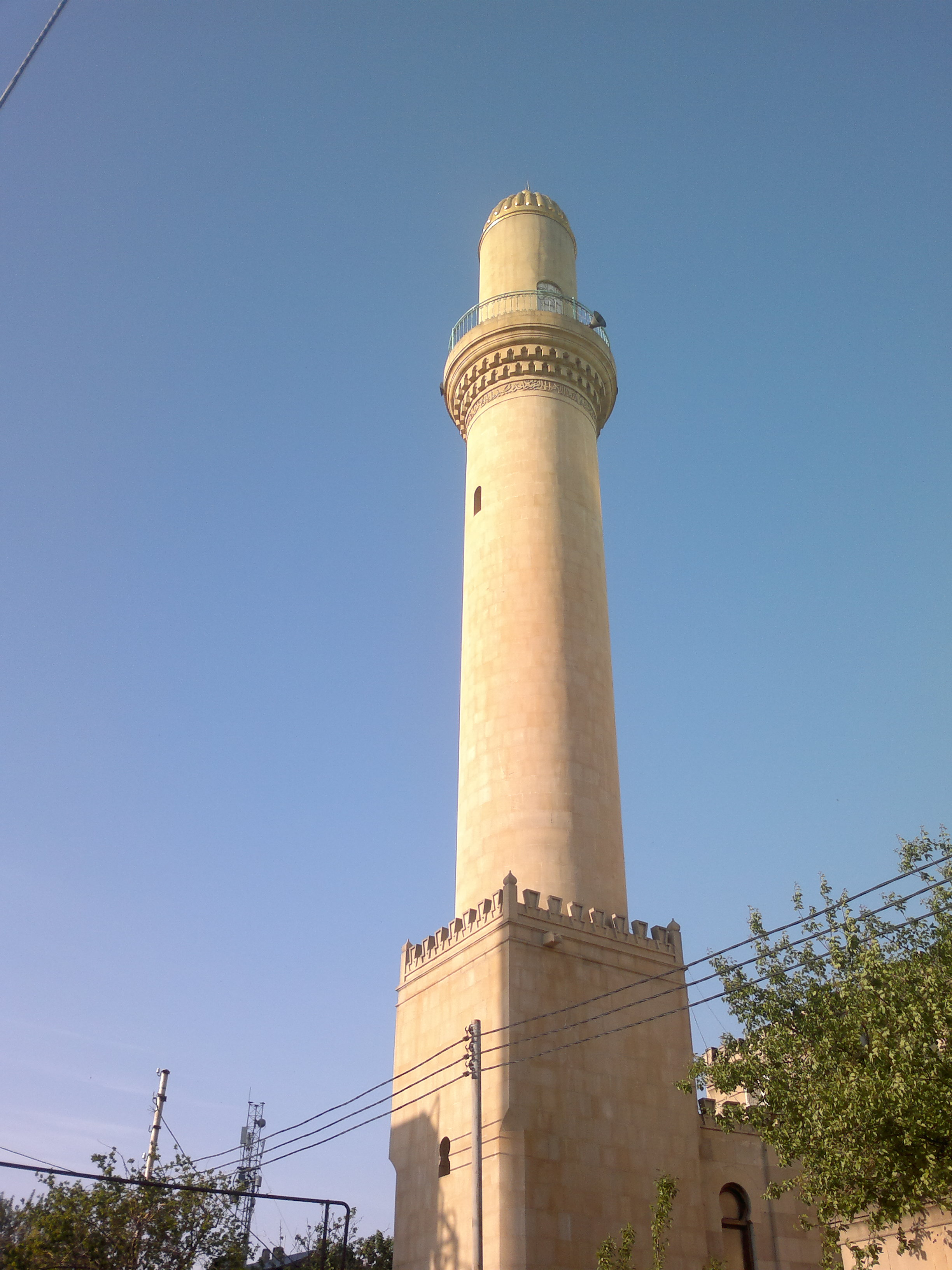